# NGC 6844
NGC 6844 (другие обозначения — PGC 64025, ESO 105-21, FAIR 526, IRAS19581-6522) — спиральная галактика (Sb) в созвездии Павлин.
Этот объект входит в число перечисленных в оригинальной редакции «Нового общего каталога».